# Pasmo Kiczerki
Pasmo Kiczerki – pasmo górskie w południowej części pogórza przemyskiego, najwyższym szczytem jest góra Kiczerka Nad Łomną (499 m n.p.m.). Według niektórych podziałów regionalizacyjnych pasmo zaliczane jest do Gór Sanocko-Turczańskich.

## Topografia
Pasmo ciągnie się w linii prostej w kierunku płn.-zach. – płd.-wsch., na zachodzie granicząc z doliną Stupnicy, która dalej opływa pasmo od północy w okolicach Starczej Birczy. Na wschodzie sąsiaduje z bezimiennym pasmem ciągnącym się od doliny Wiaru w okolicach Trójcy do doliny Sanu w okolicach Krzywczy. Na południu poprzez Przełęcz Nad Łomną (452 m n.p.m.) łączy się z Pasmem Krzemienia. Ponadto u północnego podnóża pasma wieś Bircza.

## Opis
Pasmo jest niemal w całości zalesione. Innymi ważniejszymi szczytami są: Andzionki (421 m n.p.m.), Ostra Kiczarka (467 m n.p.m.), oraz Żybracza (470 m n.p.m.), położona między Kiczerką Nad Łomną a Przełęczą Nad Łomną. W północnej części pasma ścieżka przyr. Pomocna Woda, zaś we wschodniej części Rezerwat przyrody Reberce, za którym rozpościera się Lotnisko Krajna, dawniej należące do rządowego ośrodka wypoczynkowego Arłamów.

## Szlaki turystyczne
Czerwony Szlak Przemysko-Sanocki
 Zielony Szlak Arłamowski